# 新木文雄
新木 文雄（あらき ふみお、1922年4月16日 - 1992年8月29日）は、日本の経営者、銀行家。福岡銀行頭取、会長を務めた。石川県小松市出身。

## 経歴
1939年に東京大学経済学部経済学科を卒業し、同年に日本銀行に入行。
1980年6月に福岡銀行に転じ、専務に就任し、1983年6月には頭取に昇格。1991年6月には会長に就任。
1989年11月に藍綬褒章を受章。
1992年8月29日急性心筋梗塞のために死去。89歳没。